# Nature's Valley
Nature’s Valley est un petit village balnéaire et un lieu réputé de vacances pour le tourisme vert, situé sur la Route des Jardins, le long de la côte sud de l’Afrique du Sud. 

## Géographie
Le village se trouve entre la Salt River, les contreforts des monts Tsitsikamma, l’océan Indien et la lagune de la Groot River. Nature’s Valley possède un climat doux et est entourée par la Réserve Naturelle de Vasselot qui fait partie du Parc national de Tsitsikamma et du Parc national de la Garden Route.

## Histoire
Nature's Valley et son littoral ont été occupés depuis l’âge de pierre et le Paléolithique, il y a 1 million d’années. L’homme des cavernes vivait dans la région en glanant sa nourriture dans les marées et en chassant une riche variété de faune. Diverses périodes glaciaires interrompirent cette occupation côtière. Les chasseurs-cueilleurs san ont vécu dans cette région depuis environ 10.000 ans, jusqu’à ce qu’ils soient déplacés par les éleveurs Khoikhoi venus de l’intérieur des terres.

## Passe de Grootrivier
Pendant longtemps, voyager le long de la Route des Jardins en parallèle de la côte était impossible en raison des gorges de la rivière, extrêmement profondes et abruptes, et qui bloquaient tout trafic est-ouest. Charles Collier Michell rapportait en 1839 : « Il n’y a aucun moyen pratique – pas même un sentier – de la baie de Plettenberg au pays des Tzitzikamma ». Thomas Bain construisit une route de George à Knysna, appelée "Seven Passes Road", qui dura de 1867 à 1883. Auparavant, l’accès à la zone côtière située plus à l’est n’était possible que par la vallée de Langkloof, située immédiatement au nord des monts Tsitsikamma.
Nature's Valley n’est devenue facilement accessible qu’après que Thomas Bain eut complété la passe de Grootrivier ou Groot River Pass en 1880. Lui et le capitaine Christopher Harison (plus tard conservateur des forêts) explorèrent pour la première fois la future route en 1868, pour en tester la faisabilité. L’intérêt de Harison pour la route découlait de sa conviction qu’elle pouvait être utilisée pour stopper la destruction galopante de la forêt, commencée par les bûcherons de la Compagnie néerlandaise des Indes orientales en 1777, et poursuivie par leurs descendants. À l’époque où Bain et Harison reconnaissaient la route, Bain supervisait la construction de pas moins de six cols, de sorte qu’il s’écoulerait 10 ans avant de pouvoir commencer à travailler sur la passe de Grootrivier. Cent ans plus tard, les exigences du transport routier dicteraient la construction d’une autoroute avec d’énormes ponts en béton – un hommage à la compétence des ingénieurs – qui causeraient des dommages collatéraux considérables à l’environnement.

## La vallée et les environs

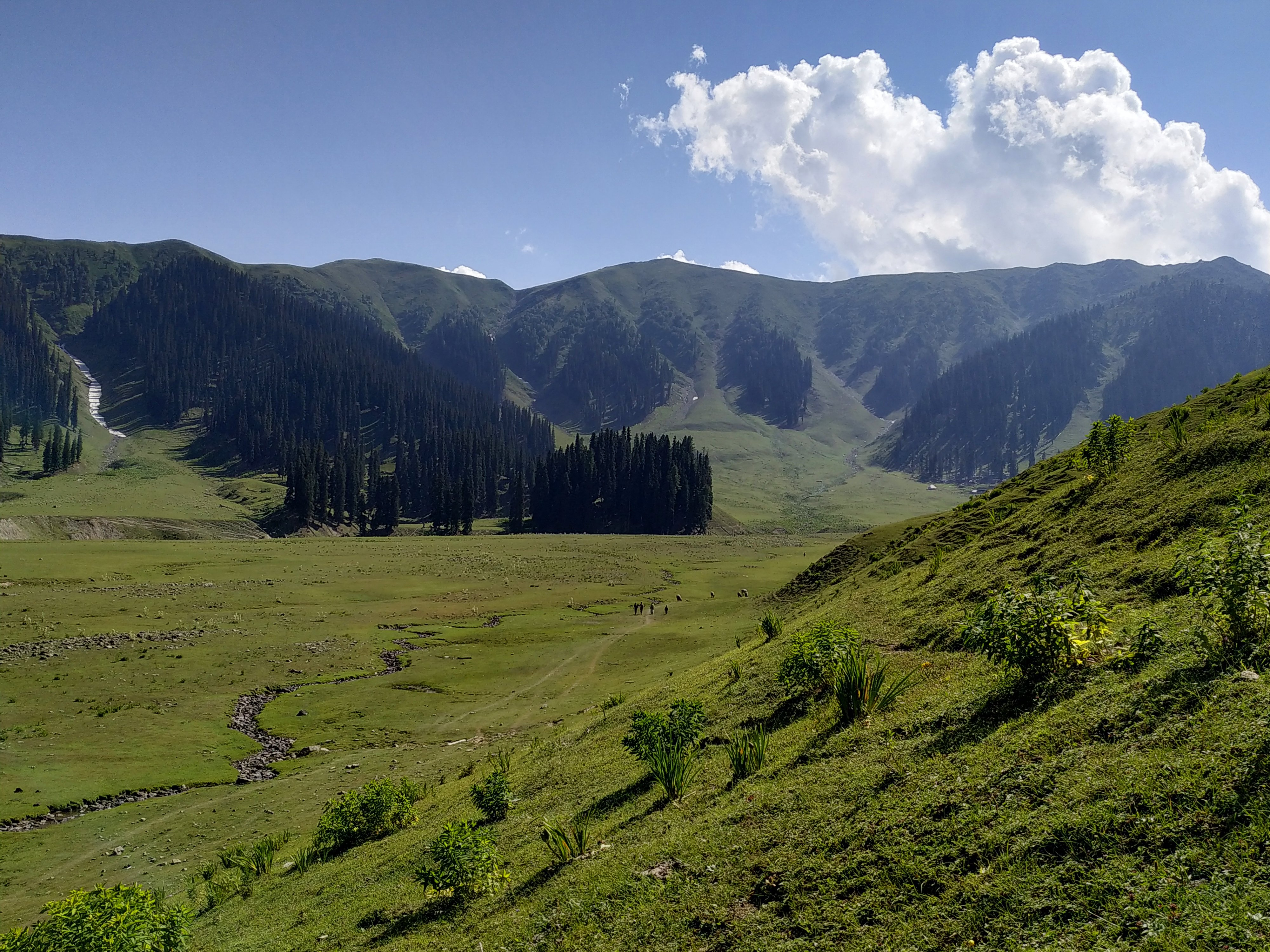
Environs de Nature's Valley

Un réseau de sentiers couvre les collines et les plages environnantes. Le lagon offre un eau abritée pour la voile et le canoë, sans bateau à moteur et buggies de plage. Une promenade le long des plages et un chemin rocheux mène à l’embouchure de la rivière Salt après avoir traversé Pebble Beach, une grande zone complètement recouverte de galets polis par la mer.
À l’est de Nature's Valley se trouve le lagon de la rivière Groot, qui marque la fin du sentier Otter, à partir de l’embouchure de la rivière Storms, 60 km plus à l’est. Ce sentier de 5 jours est considéré par de nombreux randonneurs comme le plus beau d’Afrique du Sud, étant exténuant, mais pittoresque et extrêmement varié. La route serpente le long de la côte à travers une forêt à feuilles persistantes, des plages parsemées de rochers, et des ruisseaux souvent colorés de tanins. Des gîtes sont disponibles pour les randonneurs à la fin de chaque journée.
Le papillon bleu de Brenton, Orachrysops niobe, a été décrit pour la première fois à Knysna par Roland Trimen en 1858 et n’a depuis été revu qu’en 1977 à Nature’s Valley, puis peu après en 1979 à Brenton-on-Sea. La population de ces papillons à Nature's Valley a été présumée éteinte lorsque plus aucune observation n’a été faite après 1984. La cause de ce déclin a été l’absence d’incendies de fynbos, provoquant une pénurie de la plante alimentaire du papillon Indigofera erecta, et par conséquent un brûlage contrôlé a été effectué en avril 2003, avec une réintroduction d'œufs de papillon en août 2005.
En 2000, des chercheurs du musée Albany de Grahamstown ont découvert un certain nombre de nouvelles espèces d’insectes aquatiques dans la rivière Salt qui se trouve à l’extrémité ouest de Nature's Valley. La position isolée de la rivière, le manque de poissons et son eau acide et non polluée sont considérés comme des facteurs pour assurer la survie de ces formes primitives. Toutefois, de nouveaux aménagements urbanisés dans le bassin versant de la rivière Salt pourraient menacer la survie de ces insectes uniques.

## Galerie de photos

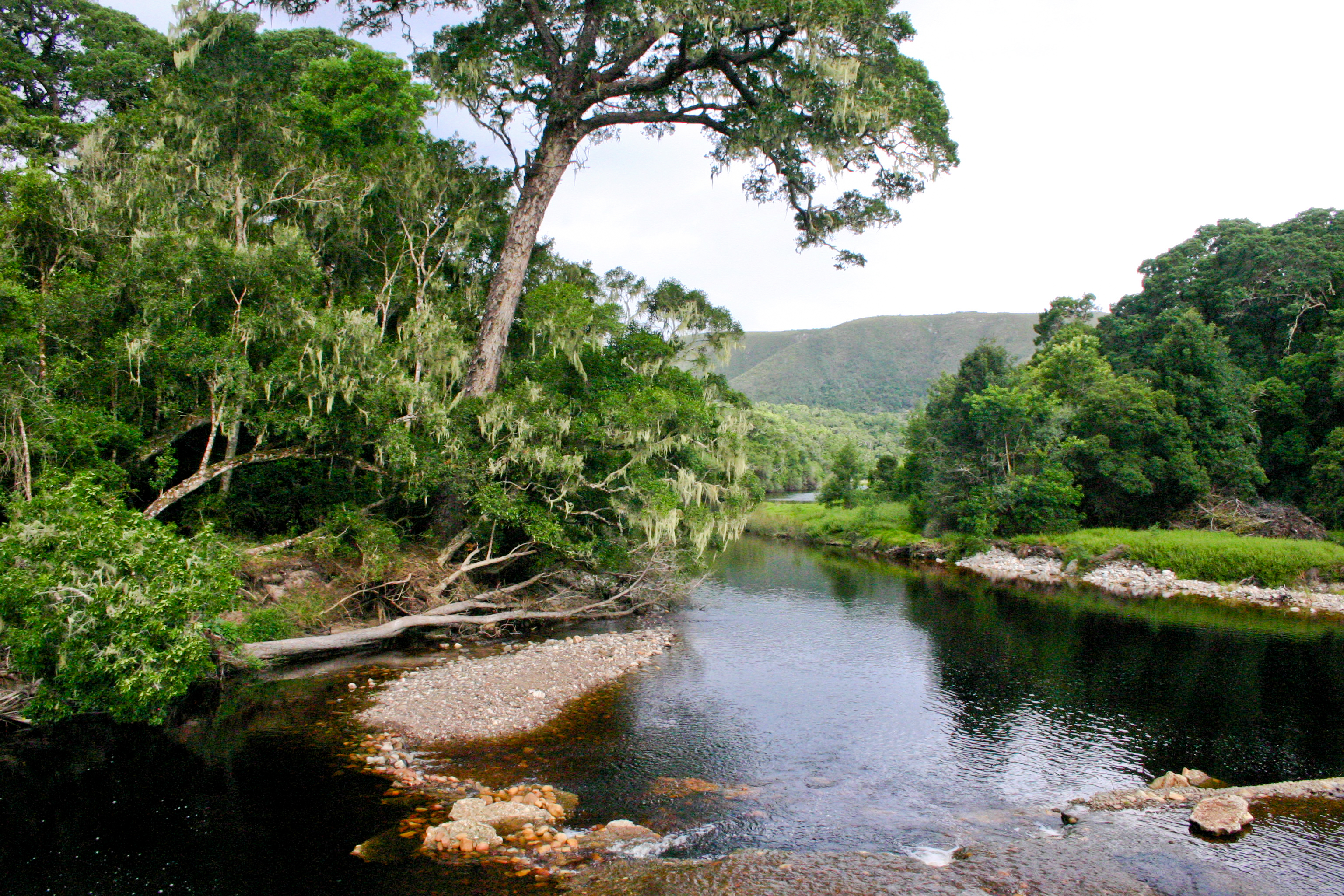
La Groot River
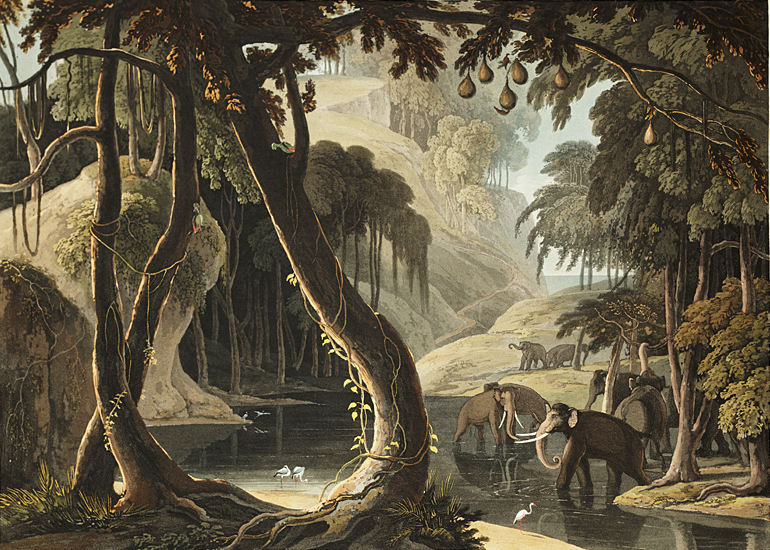
A Scene in Sitsikamma, une vision fantasmée par Samuel Daniell datant de 1801 montrant des éléphants d'Asie dans la forêt de Tsitsikamma.
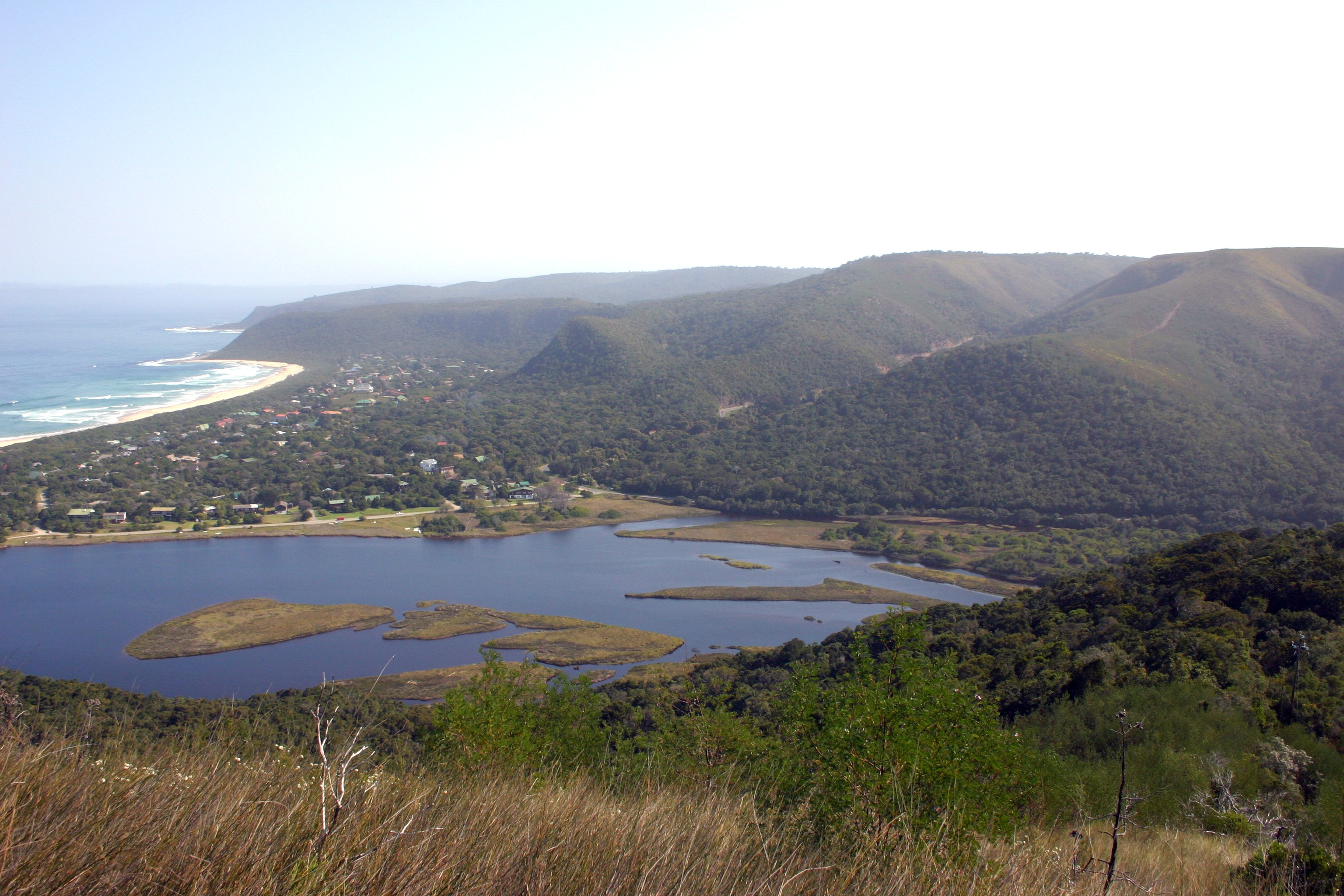
La lagune de la Groot River